# 第1战斗机中队 (美国海军)
第一战斗中队（英語：Fighter Squadron 1 (VF-1)）是美国海军一支已退役的战斗机中队，绰号为“狼群”（Wolfpack），中队参与了越南战争以及沙漠风暴行动等作战任务。这个中队及其人员曾一直被分配到游骑兵号航空母舰上，随后在1993年正式退役。

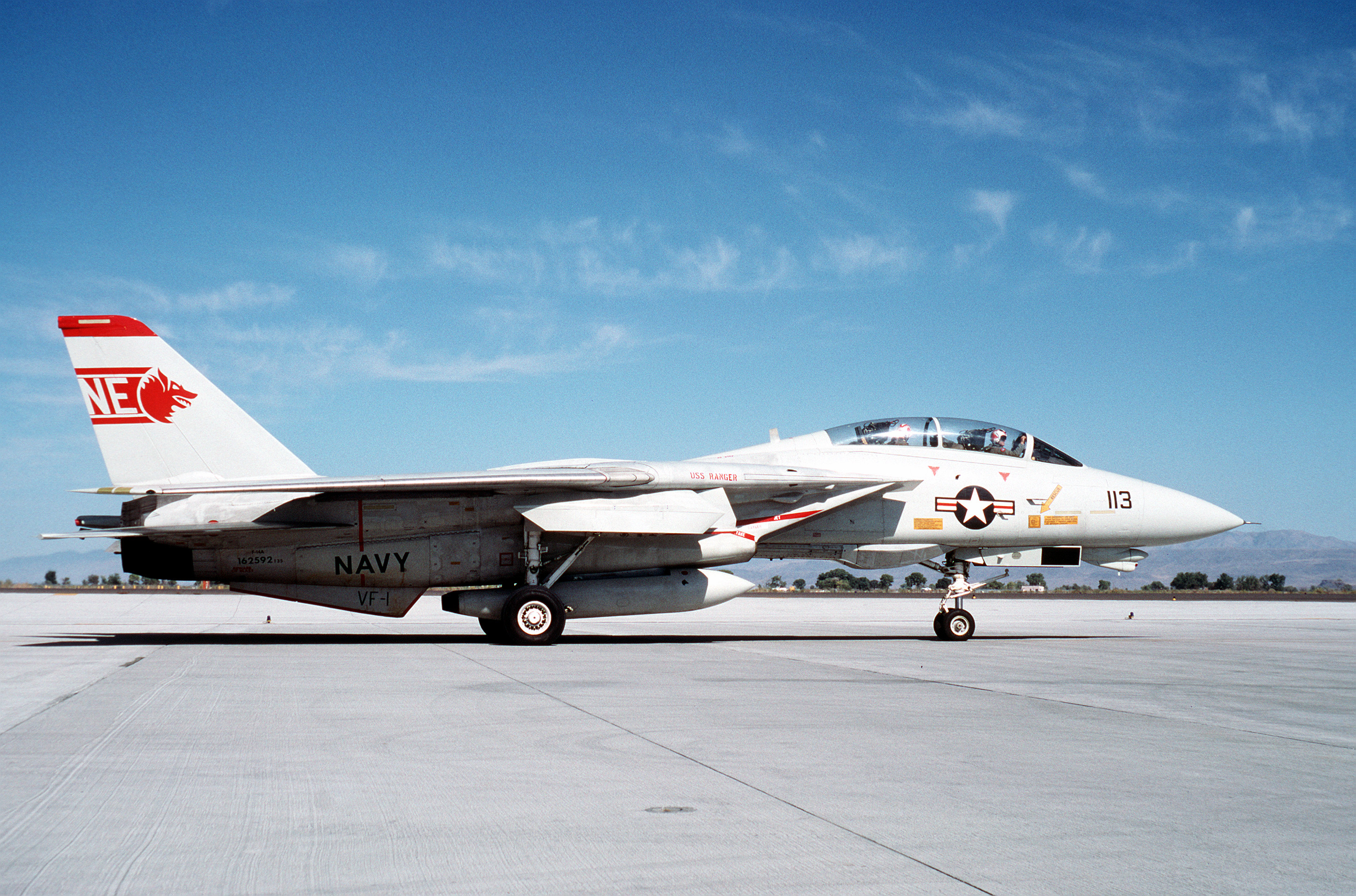
一架来自本中队的F-14“雄猫”舰载战斗机

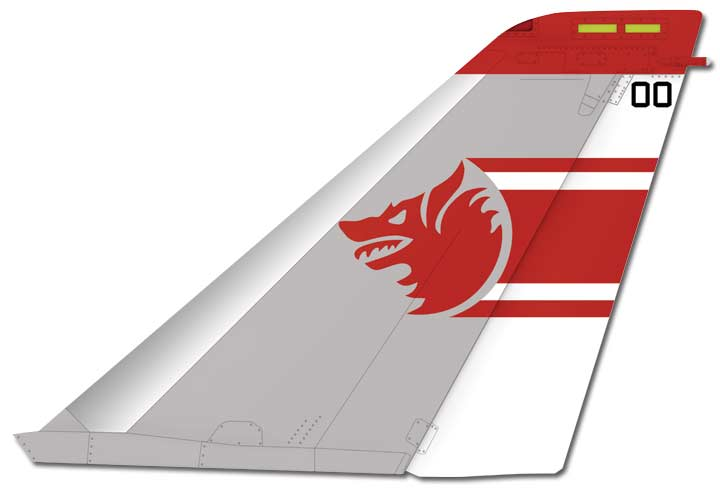
VF-1中队F-14的机尾标记

## 流行文化中的VF-1
在电影壮志凌云，主演汤姆·克鲁斯，在任何飞行场景中都可以清晰地看到一个“野鹅VF-1”于海军中尉尼克·布拉德肖（安东尼·爱德华兹） 的飞行头盔上，以及在电影的开场镜头中当他们在企业号航空母舰上，在机尾图片上头也可以清晰可见的看到VF-1的相片。

## 另请参阅
- 美国海军历史（英语：History of the United States Navy）
- 已退役的美国海军飞机中队列表（英语：List of inactive United States Navy aircraft squadrons）
- 美国海军飞机中队列表（英语：List of United States Navy aircraft squadrons）
- 第31战斗攻击机中队
- 第84战斗机中队
- 第143战斗攻击机中队
- 第154战斗攻击机中队